# PLD Space
Payload Aerospace S.L., kurz PLD Space, ist ein spanisches Raumfahrtunternehmen, das im Jahre 2011 in Elche gegründet wurde. Ziel des Unternehmens ist die Entwicklung kostengünstiger Raketen für den Transport von Kleinsatelliten.

## Geschichte

### Unternehmensentwicklung
PLD Space wurde 2011 von Raúl Torres und Raúl Verdú  in Elche (Im Südosten Spaniens, am Mittelmeer) gegründet.
Seit 2014 betreibt PLD Space einen Prüfstand für Raketenmotoren am Flughafen Teruel, etwa 100 km nw von Elche. Hier führte das Unternehmen am 1. Juli 2015 erfolgreich den ersten (stationären) Testlauf seines selbst entwickelten Flüssigkeitsraketentriebwerks durch.
Im August 2017 zog das Unternehmen in einen neuen Firmensitz im Industriepark Elche. In demselben Gebäude sind auch die Fertigungsanlagen für die Rakete Miura 1 angesiedelt. Im Juni 2018 arbeiten dort circa 40 Mitarbeiter an den beiden Trägerraketen Miura 1 und Miura 5. Zu dieser Zeit plante das Unternehmen, seine Testanlagen um einen vertikalen Prüfstand zu erweitern. An diesem sollte es möglich sein, die Miura 1 komplett zu qualifizieren.

### Finanzierung
PLD Space wurde in mehreren Investitionsrunden mit öffentlichen und privaten Geldern finanziert. Im Jahr 2013 schloss das Unternehmen eine erste Investitionsrunde über 1,6 Millionen US-Dollar ab, einschließlich einer Startfinanzierung durch das Spanische Centro para el Desarrollo Tecnológico Industrial (CDTI).
PLD Space erhielt einen ersten kommerziellen Auftrag als einer der Teilnehmer des Horizon-2020-Programms „Small innovative Launcher for Europe“ (SMILE) der Europäischen Union. Das Unternehmen ist hierin verantwortlich dafür, die vom Deutschen Zentrum für Luft- und Raumfahrt (DLR) entworfenen Flüssigkeitsraketenantriebe zu testen.
Im April 2016 sicherte sich das Unternehmen eine weitere Investition von 1,56 Millionen US-Dollar durch das Spanische CDTI unter dem TEPRE-Programm für die Entwicklung eines wiederverwendbaren Raketentriebwerks.
Im Oktober 2016 wählte die Europäische Weltraumorganisation (ESA) PLD Space als Hauptvertragspartner für das „Liquid Propulsion Stage Recovery (LPSR)“ Programm, dessen Zielsetzung die Entwicklung einer wiederverwendbaren ersten Raketenstufe ist. Hierfür erhielt das Unternehmen eine Finanzierung von 800.000 US-Dollar.
In einer zweiten Investitionsrunde im Januar 2017 erhielt das Unternehmen 7,1 Millionen US-Dollar aus mehreren privaten Quellen. Hauptinvestor war dabei das spanische Unternehmen GMV mit 3,2 Millionen US-Dollar. PLD Space erhielt weitere 2,34 Millionen US-Dollar im Januar 2018 durch das SME Instrument der Europäischen Kommission.
Im Februar 2018 erhielt das Unternehmen einen weiteren Vertrag der Europäischen Raumfahrtorganisation in Höhe von 368.000 US-Dollar. PLD Space ist dabei das einzige KMU unter fünf Raumfahrtunternehmen, die beauftragt wurden, eine Machbarkeitsstudie über ein kommerziellen Microlauncher zu erstellen.
Im Januar 2024 stellte die spanische Regierung PLD Space eine Kreditlinie von 40,5 Millionen Euro zur Verfügung.

## Raketentriebwerke
PLD Space entwickelt ein eigenes Flüssigkeitsraketentriebwerk namens TEPREL, benannt nach einem spanischen Förderprogramm, welches dessen Entwicklung finanziert. Es verwendet Kerosin als Treibstoff und Flüssigsauerstoff als Oxidator. Mitte 2018 hatte das Unternehmen bereits mehrere Versionen des Triebwerks auf seinem Prüfstand am Flughafen Teruel erprobt:
- TEPREL-Demo: Das TEPREL-Demo Raketentriebwerk wurde 2015 zum ersten Mal erfolgreich erprobt und ist imstande, einen Schub von 28 kN zu erzeugen. Hierbei handelt es sich um ein kalorimetrisches Modell des späteren TEPREL-Triebwerks. Zweck dieses Modells ist es, eine stabile Verbrennung zu demonstrieren und für die weitere Entwicklung relevante Informationen über das Triebwerksverhalten bei Zündung und Brennschluss, Drücke und Temperaturen entlang der Brennkammer, Schub und Treibstofmassenströme zu erhalten. Zusätzlich diente das Triebwerk zur Erprobung der Prüfstands Hard- und Software.[15][16]

- TEPREL-A: Das TEPREL-A Triebwerk, welches 2017 erstmals getestet wurde, verfügt über einige Verbesserungen, wie zum Beispiel eine überarbeitete Injektorgeometrie und eine regenerative Kühlung. Letztere ermöglicht es, das Triebwerk für annähernd zwei Minuten zu betreiben, was der angestrebten Brenndauer für einen suborbitalen Flug mit Miura 1 entspricht. Auf Meeresniveau erreicht das TEPREL-A Triebwerk einen Schub von 32 kN.[15][16]

- TEPREL-B: TEPREL-B ist die erste Flugversion des TEPREL-Rakentriebwerks. Das Design des TEPREL-Triebwerks wurde weiter überarbeitet, um sein Gesamtgewicht zu reduzieren. Zudem verfügt das Triebwerk über ein System zur Schubvektorsteuerung.

## Trägerraketen

### Miura 1 (früher Arion 1)

#### Design
Die Miura 1 ist als Höhenforschungsrakete konzipiert. Mit ihr soll es möglich sein, wissenschaftliche Forschung in Schwerelosigkeit durchzuführen oder die Hochatmosphäre zu erforschen. Zugleich dient Miura 1 auch als Technikdemonstrator. PLD Space kündigte an, 70 % der mit der Miura 1 erprobten Techniken ebenfalls in ihrem „Microlauncher“ Miura 5 anzuwenden.
In ihrem finalen Design ist die Miura 1 eine einstufige Rakete, welche vom TEPREL-1B-Raketentriebwerk angetrieben wird. Sie soll dann 12,7 m lang sein, bei einem Außendurchmesser von 0,7 m. In dieser Ausbaustufe soll sie bis zu 200 kg Nutzlast für einen suborbitalen Flug aufnehmen können. Die Rakete ist mit einem Recovery-System ausgestattet, welches es ermöglicht, die gesamte Rakete zu bergen und wiederzuverwenden. Damit wäre sie die erste wiederverwendbare Trägerrakete in Europa.

#### Zeitplan
Ursprünglich war für 2019 ein erster Testflug der Miura 1 angekündigt. Ab 2020 sollten kommerzielle suborbitale Flüge stattfinden. Der Erstflug wurde später für den 31. Mai 2023 angesetzt und wegen starker Winde nochmals verschoben. Ein weiterer Startanlauf am 17. Juni wurde nach dem Zünden der Triebwerke und vor dem Abheben abgebrochen.
Die erste Miura 1 startete schließlich am 7. Oktober 2023 um 02:19 Uhr MESZ vom Raketenstartplatz El Arenosillo nahe Huelva im Süden Spaniens.
Die Rakete erreichte während des nur fünf statt der geplanten zwölf Minuten dauernden Flugs nur 46 statt geplanter 80 km Höhe. Sie ging wie vorgesehen im Atlantik vor der Küste Andalusiens nieder, konnte allerdings nicht geborgen werden. Der Landefallschirm öffnete sich zwar planmäßig, allerdings traf die Rakete wahrscheinlich seitlich auf die Wasseroberfläche, wodurch ein Treibstofftank beim Aufprall aufs Wasser riss und sich mit Wasser füllte und im Meer versank.

### Miura 5 (früher Arion 2)
Die Miura 5 soll als Kleinrakete Startmöglichkeiten für CubeSats und Kleinsatelliten bieten, welche eine dedizierte Trägerrakete benötigen und daher nicht mit traditionellen Startanbietern fliegen können. Der Erstflug der Miura 5 war für 2022 geplant und wurde zunächst auf 2024 verschoben, dann auf 2025.

### Miura Next
Im Oktober 2024 stellte PLD Space Pläne für weitere größere Raketen dar, das Konzept trägt den Namen „Miura Next“. Es beinhaltet drei Raketen-Variationen, Miura Next, Miura Next Heavy und Miura Next Super Heavy, alle Versionen verwenden ein zwei-Stufen-Konzept. Bei den drei Raketen soll es sich um ein modulares System handeln, deren erste Stufe je auf dem gleichen Booster basiert. Die Anzahl der Booster kann je nach Nutzlast und Zielorbit variiert werden. Alle Raketenbooster sollen wiederverwendbar sein, indem sie ähnlich wie bei der Falcon 9 von SpaceX mithilfe ihres eigenen Antriebs vertikal landen. Ein erster Start der Miura Next wurde für 2030 angekündigt, ein erster Start der stärkeren Versionen soll bis 2033 folgen.

#### Miura Next
Miura Next ist die schwächste der vorgestellten Raketen, ihre Erste Stufe soll nur aus einem der neuartigen Booster bestehen. Die Nutzlastkapazität soll in einen Orbit wie den der Internationalen Raumstation (ISS) 13,580 kg betragen und in einen Geotransferorbit noch 4,600 kg.

#### Miura Next Heavy
Miura Next Heavy ist die mittlere Rakete des Konzepts und soll von insgesamt drei der neuen Booster angetrieben werden, wobei zwei der Booster ähnlich wie beim Falcon Heavy von SpaceX als Seitenbooster verwendet werden. In einen ISS-Orbit soll sie 36,000 kg transportieren können, jedoch sinkt die Nutzlastkapazität auf 19,500 kg, wenn die Seitenbooster wiederverwendet werden sollen. In einen Geotransferorbit soll die Rakete 7,160 kg befördern können.
Miura Next Super Heavy
Miura Next Superheavy, die größte der drei Variationen wird vier Seitenbooster, also insgesamt fünf Booster besitzen, die Konfiguration soll der russischen Angara A5 ähneln. Sie soll maximal 53,000 kg in eine ISS Umlaufbahn befördern können sowie 13,660 kg in eine Transferbahn zum Mars.

## Lince (Raumschiff)
Lince (spanisch für Luchs) wurde von PLD zusammen mit dem Konzept Miura Next im Oktober 2024 vorgestellt. Lince ist ein Raumschiff, das entweder in einer bemannten Konfiguration oder einer unbemannten Güterkonfiguration auf der Miura Next gestartet werden soll. In der Güter Version soll das Raumschiff bis zu 5,000 kg zur Internationalen Raumstation befördern und 3,400 kg Nutzlast wieder zurück zur Erde mitnehmen können. Bemannt sollen in Lince 4–5 Astronauten Platz finden.
PLD plant einen ersten unbemannten Orbitalflug im Jahr 2030. Die ersten Tests von Lince sollen bereits 2025 stattfinden, suborbitale Testflüge auf der Miura 5 wurden ab 2028 in Aussicht gestellt.